# 聖菲鎮區 (堪薩斯州波尼縣)
聖菲鎮區（英語：Santa Fe Township）為美國堪薩斯州波尼縣轄下的鎮區。2010年美国人口普查中該鎮區人口有675人。

## 地理
聖菲鎮區涵蓋總面積為92.28平方（35.63平方英里）。

## 人口統計
根據2010年美國人口普查，聖菲鎮區人口有675人，人口密度為7.31人/每平方公里。此鎮區居民之種族中，白人佔79.56%，非裔美國人佔13.48%，美洲原住民佔1.19%，亞裔美國人佔0.3%，太平洋島裔美國人佔0.3%，其他種族佔3.7%，混血種族則佔1.19%。而西班牙裔或拉丁裔美國人佔此鎮區人口的9.33%。

## 交通

### 主要公路
- 56號美國國道